# Marie-Thérèse Boisseau
Pour les articles homonymes, voir Boisseau (homonymie).
Marie-Thérèse Boisseau, née Marie-Thérèse Lebreuil le 25 août 1940 à Talence (Gironde), est une femme politique française.

## Biographie
Docteur d’État en sciences et universitaire de profession, elle a exercé dans les facultés des sciences puis de médecine-pharmacie de l'université de Rennes.
De 1983 à 1995, elle est conseillère municipale d’opposition à Fougères.
En 1986, elle est élue députée à la faveur du scrutin proportionnel. En 5e position sur la liste UDF du département d’Ille-et-Vilaine, elle bénéficie de la nomination de Pierre Méhaignerie et d’Alain Madelin dans le gouvernement de Jacques Chirac pour faire son entrée à l’Assemblée nationale.
Elle prend, en 1987, la présidence nationale des Femmes Démocrates et participe activement à la campagne présidentielle de Raymond Barre dont elle est un des mousquetaires.
Aux élections législatives de 1988, elle accepte, au nom de l’union de la droite, d’être la suppléante d’un autre député sortant, Michel Cointat (RPR), et ne siège donc pas au cours de cette législature. La même année, elle est élue conseillère générale du canton de Fougères-Nord au premier tour et devient ainsi la première femme à siéger au conseil général d’Ille-et-Vilaine.
Lors des élections législatives de mars 1993, elle se présente en candidate indépendante contre Michel Cointat investi officiellement par l’UDF et le RPR. Devançant nettement au premier tour l’ancien maire de Fougères qui était député depuis 1967, elle l’emporte au second tour avec 59,40 % sur le candidat socialiste. Elle est réélue en 1997 avec près de 56 % des voix.
L’année suivante, elle conduit la liste d’Ille-et-Vilaine pour les élections régionales, remportées par le sénateur Josselin de Rohan. Elle sera 1e vice présidente du Conseil régional de Bretagne de 1998 à 2004.
Elle œuvre au rapprochement RPR-UDF, appelle à voter Jacques Chirac dès le premier tour des élections présidentielles de 2002 et fait partie des membres fondateurs de l’UMP. Elle est, elle-même, réélue députée la même année, avec plus de 64 %.
Elle entre alors au gouvernement Jean-Pierre Raffarin comme Secrétaire d’État chargée des personnes handicapées. Pendant deux ans, elle travaille à l’élaboration de la nouvelle loi « pour l’égalité des droits et des chances, la participation et la citoyenneté des personnes handicapées » qui est votée le 11 février 2005
.
Réélue conseillère régionale en 2004, elle perd son mandat de vice présidente à la suite d'un changement de majorité. Elle ne se représente pas lors des élections régionales de 2010.
En 2004, elle est nommée vice-présidente du Haut Conseil de la population et de la famille dont la présidence est assumée par le Président de la République.
En 2005, elle intègre en tant que vice-présidente, la Haute Autorité de lutte contre les discriminations et pour l’égalité (HALDE), présidée par Louis Schweitzer.
Investie par l’UMP pour les élections législatives de 2007, elle est battue au second tour par Thierry Benoit qui se présentait sous l'étiquette UDF.

## Fonctions ministérielles
- Secrétaire d'État aux Personnes handicapées du 17 juin 2002 au 31 mars 2004

## Mandats électoraux
Député
- 02/04/1986 - 14/05/1988 : députée d'Ille-et-Vilaine
- 02/04/1993 - 21/04/1997 : députée de la sixième circonscription d'Ille-et-Vilaine
- 01/06/1997 - 18/06/2002 : députée de la sixième circonscription d'Ille-et-Vilaine
- 18/06/2002 - 18/07/2002 : députée de la sixième circonscription d'Ille-et-Vilaine

Conseiller régional
- 22/03/1992 - 15/03/1998 : vice-présidente du Conseil régional de Bretagne
- 16/03/1998 - 28/03/2004 : vice-présidente du Conseil régional de Bretagne
- 29/03/2004 - 21/03/2010 : membre du Conseil régional de Bretagne

Conseiller général
- 25/09/1988 - 27/03/1994 : membre du conseil général d’Ille-et-Vilaine

Conseiller municipal
- 27/03/1983 - 19/03/1989 : conseillère municipale de Fougères
- 20/03/1989 - 18/06/1995 : conseillère municipale de Fougères

## Autres fonctions
- 10/2000 - 06/2002 : secrétaire de l’Assemblée nationale
- 09/2004 - 09/2007 : vice-présidente du Haut Conseil de la population et de la famille (HCPF)
- 04/2005 - 04/2010 : vice présidente de la Haute Autorité de lutte contre les discriminations et pour l'égalité (HALDE)

## Décorations
- Chevalière de la Légion d'honneur
- Officière de l'ordre national du Mérite